# Polygala muratii
Polygala muratii är en jungfrulinsväxtart som beskrevs av Jacques-felix. Polygala muratii ingår i släktet jungfrulinssläktet, och familjen jungfrulinsväxter. Inga underarter finns listade i Catalogue of Life.